# 新宁县
新宁县位于中国湖南省南部，是邵阳市下辖的一个县，邻接广西壮族自治区；东连东安县，西接城步苗族自治县；南邻广西全州市、资源县，北枕武冈市、邵阳县；区域总面积为2756平方公里。
新宁县气候宜人，风景秀丽，素有“五岭皆炎热，宜人独新宁”之誉。中国著名的诗人艾青曾有诗云：“桂林山水甲天下，崀山山水赛桂林。”崀山位于新宁境内，是世界遗产，亦建有国家级地质公园。

## 历史沿革
新宁县自西汉建立夫彝侯国起。为何称夫彝：《新宁县乡土志》云：境内金城山上脉有芙蓉岭，因“芙蓉”与“夫彝”古时音近，水以山名，故有夫彝水，国以水名，故有夫彝候国之称。东汉光武帝建武元年（25年），立夫彝县，隶属零陵郡。 
东晋安帝元兴元年（402年），桓温为避其父桓彝夫讳，去彝，夫无实义，不可单独为县名，故改称扶县。
绍兴初，杨再兴起事，社会动荡。南宋立新宁县，意即起事平定之后，不可不有新的“安宁”。

## 行政区划
新宁县下辖8个镇、6个乡、2个民族乡：
金石镇、水庙镇、崀山镇、黄龙镇、高桥镇、回龙寺镇、一渡水镇、马头桥镇、黄金瑶族乡、麻林瑶族乡、万塘乡、清江桥乡、安山乡、丰田乡、巡田乡和靖位乡。

## 政治

### 现任领导
| 机构     | 新宁县人民政府 县长  | · 中国共产党 · 新宁县委员会 · 书记 | 新宁县人民代表大会 常务委员会 主任 | · 中国人民政治协商会议 · 新宁县委员会 · 主席 |
| -------- | -------------------- | ---------------------------------- | ---------------------------------- | -------------------------------------------- |
| 姓名     | 彭洪兵               | 邓涛                               | 刘松荣                             | 徐立华                                       |
| 民族     | 汉族                 | 汉族                               | 苗族                               | 汉族                                         |
| 出生地   | 湖南省城步苗族自治县 | 湖南省邵阳县黄亭市镇               | 湖南省城步苗族自治县               | 湖南省新宁县                                 |
| 出生日期 | 1982年6月（42歲）    | 1971年4月（53歲）                  | 1971年8月（53歲）                  | 1968年12月（56歲）                           |
| 就任日期 | 2021年6月            | 2021年3月                          | 2021年7月                          | 2021年7月                                    |

## 人口
2020年末，根據全國第七次人口普查統計數據顯示：全县常住人口為513777人。